# 이마에 도시아키
이마에 도시아키(일본어: 今江 敏晃, 1983년 8월 26일 ~ )는 일본의 전 프로 야구 선수이며 야구 지도자이다. 현재 퍼시픽 리그인 도호쿠 라쿠텐 골든이글스의 육성코치이다.

응원가: 그는 가수 이정현의 노래를 응원가로 사용하였다.

## 인물

### 프로 입단 전
교토부 무코시 출신으로 중학교 3학년 때 전국 대회에서 우승을 이끌었고 보이즈 리그의 세계 선발로서 세계 대회에서도 우승을 이끈 적도 있다. PL가쿠엔 고등학교 시절에는 1학년 때부터 4번 타자로 활약해 2000년에는 하계 고시엔 대회에 출전하였지만 팀은 3차전에서 패했다. 당시 동창생으로는 아사이 히데키, 사쿠라이 고다이, 고사이 유스케 등이 있으며 1학년 선배인 나카오 도시히로와 키스톤 콤비 플레이를 하고 있었다. 고교 통산 홈런은 32개.
2001년 프로 야구 드래프트 회의에서는 지바 롯데 마린스로부터 3순위 지명을 받아 입단했고 등번호는 이전에 PL가쿠엔 고등학교 출신의 선배이자 왼쪽의 교타자였던 도쿠쓰 다카히로가 착용했던 25번으로 배정되었다.

### 프로 입단 후

#### 2002년 ~ 2003년
프로 1년차인 2002년 4월 30일에는 유격수로서 1군에 첫 선발 출전을 하였고 그 후 2군에 내려갔지만 1년차부터 2군의 주전 선수로 활약하였다. 시즌 후반기에는 1군에 다시 승격하면서 프로 데뷔 첫 안타를 때려냈다. 이듬해 2003년에는 프레시 올스타전에 출전하여 1대 3으로 뒤진 8회말에 1사 만루 상황에서 3루타를 때려내는 등의 맹활약으로 MVP를 수상했다.

#### 2004년
주전 유격수에는 고사카 마코토가 있었기 때문에 강한 어깨를 살려서 외야수로 변경하라는 요청도 있었지만 내야수로 뛰고 싶다는 자신의 희망에 따라 3루수로 변경되었다. 6월부터 하쓰시바 기요시, 매트 프랑코 등과 주전 3루수 자리를 놓고 경쟁하는 활약을 보이는 등 6월에는 프로 데뷔 첫 홈런을 기록했다. 그러나 투구를 손에 받은 것(스윙하고 있었기 때문에 판정은 스트라이크)에 의한 타격 부진에 의해 41경기 출전에 그쳤다.

#### 2005년
그 해 등번호를 ‘미스터 롯데’라는 별명으로 알려진 아리토 미치요가 착용했던 8번으로 변경했고 개막전에서는 처음으로 9번·3루수로서 선발 출전했다. 3루수의 주전으로서 팀내 1위가 되는 132경기에 출전했고 구단 역사상 역대 5위에 해당되는 시즌 22경기 연속 안타를 기록하여 8월에는 월간 타율이 4할 대를 넘는 등 한때 타율이 리그 1위에 오른 적도 있었다. 그 후에도 컨디션을 유지하면서 처음으로 규정 타석을 채운 것과 동시에 3할 대가 넘는 타율을 기록했다. 또 그 해의 퍼시픽 리그 2루타 부문에서 최다 기록이 되는 35개를 기록했고 리그 우승할 당시에는 팀이 내야수를 모두 사용했기 때문에 3루수 자리를 하쓰시바 기요시에게 양보하여 2루에서 우승이 결정되는 순간을 맞이했다. 일본 시리즈에서는 1차전과 2차전에서 8타석 연속 안타, 일본 시리즈 타율 6할 6푼 7리라는 신기록을 달성하여 이승엽을 밀어내고 일본 시리즈 MVP에도 선정되었다. 이러한 활약에 대한 높은 평가를 받아 처음으로 베스트 나인과 골든 글러브상(모두 3루수 부문)을 동시 수상했다.

#### 2006년
오 사다하루 감독이 이끄는 월드 베이스볼 클래식 일본 국가대표팀 선수로 발탁되어 대회 기간 동안 5경기에 출전하여 4타점을 기록하는 등 팀의 우승 달성에 기여했다. 정규 시즌에서는 전반기에서 2번 타자로 기용되는 경우가 많았지만 타격 밸런스가 무너질 정도의 뚜렷한 활약을 보여주지는 못했다. 주전 3루수의 자리는 지켰지만 마지막까지 슬럼프를 극복하지 못한 채 결국에는 작년보다 타율이 크게 떨어졌다. 시즌 종료 후에 개최된 퍼시픽 리그 동서 대항전에서 3점 홈런을 포함한 3안타를 때려내는 등의 활약으로 MVP에 선정되었고 그 해에도 2년 연속 골든 글러브상을 수상했다(통산 2번째).

#### 2007년
6월에는 왼손 유구골에 골절상을 입는 부상을 당한 적도 있어 작년과 마찬가지로 극심한 타격 부진에 시달리는 등 타율은 2할 4푼 9리로 크게 떨어졌다. 타순은 거의 8번이나 9번이었고 타격 부진에 의해 수비면에서도 불안이 있어 호리 고이치나 아오노 다케시에게 포지션을 양보하기도 했지만 3년 연속 골든 글러브상을 수상했다.

#### 2008년
2년 간의 부진을 극복하여 타격 호조를 유지했고 9월 7일까지 타율 3할 9리, 홈런 12개, 55타점 등을 기록했지만 같은 날 후쿠오카 소프트뱅크 호크스전에서는 미즈타 아키오로부터 오른쪽 윗팔 부분에 사구를 받아 오른쪽 척골이 골절되는 부상을 당하면서 1군 등록이 말소되었다. 갑작스런 부상 때문에 1군 복귀를 이루지 못한 채로 시즌을 마감했다. 그 해에는 홈런도 두 자릿수를 기록하는 등 타격면에서는 호조를 보였지만 수비에서는 부진을 면치 못했는데 특히 보살과 병살 개수는 작년 시즌까지와 비교해서 가장 적었다. 수비에서의 부진을 겪었음에도 불구하고 4년 연속 골든 글러브상을 수상했다.

#### 2009년

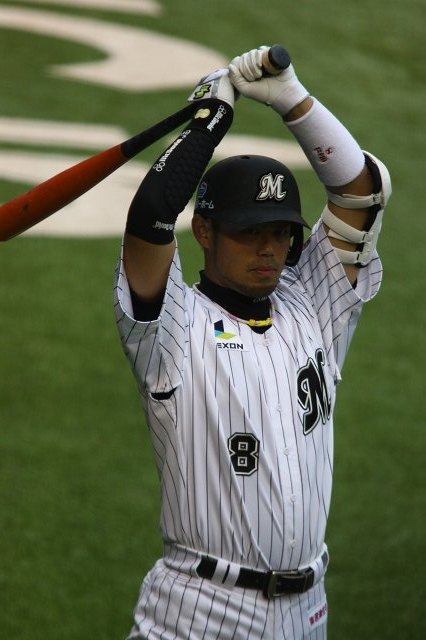
이마에 도시아키(2011년)

7월 5일, 니시무라 노리후미 코치가 바비 밸런타인 감독으로부터 선발 명단을 알려줬을 때 본래 3루수로 선발 출전할 예정이었던 이마에의 별명인 ‘고리’(ゴリ)를 ‘호리’(堀)라고 잘못듣는 바람에 호리 고이치가 2년 만에 3루수로서 선발 출전하는 기이한 일도 있었다. 결국 호리는 첫 번째 타석에서 희생 플라이를 때려낸 후 3회초의 수비는 이마에와 교체되었다. 팀내 4위에 해당되는 60타점을 기록했지만 타율은 2할 4푼 7리로 저조하게 끝나면서 2005년부터 계속되고 있던 골든 글러브상 수상은 고야노 에이이치(닛폰햄)가 차지하면서 골든 글러브상 연속 수상은 마감되었다.

#### 2010년 ~ 2011년
2010년 시즌 초반에는 9번 타자였지만 오기노 다케시가 전력에서 이탈된 후에는 2번 타자로 발탁되었고 희생타 개수는 개인 최다 기록(리그 3위)을 남겼다. 시즌 종반에는 기요타 이쿠히로가 2번 타자로 발탁되면서 5번이나 6번 타자를 맡았다. 타율은 리그 3위인 3할 3푼 1리를 남기면서 호조를 이뤘고 팀의 클라이맥스 시리즈 진출에도 큰 기여를 했다. 일본 시리즈에서도 타율 4할 4푼 4리를 기록하여 통산 2번째의 일본 시리즈 MVP를 차지했다.
이듬해 2011년에는 134경기에 출전하여 134개의 안타, 홈런 8개, 51타점, 2할 6푼 9리의 타율을 남겼다.

#### 2012년
2012년에는 팀의 주장으로 발탁되었다.

## 플레이 스타일

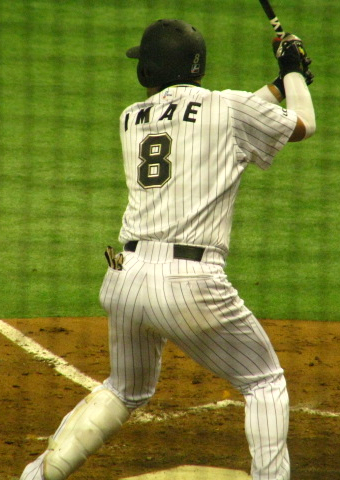
타석에서의 이마에(2010년 10월 13일, 도쿄 돔)

넓은 각도에 라이너성이 강한 타구를 때려내는 타격을 특징으로 하고 있으며 주루면에서는 도루 개수가 그다지 많지는 않았지만 우타자이면서도 1루로 도달하기까지 3.85초를 기록하는 등 전력 질주를 소홀히하지 않는다.
수비면에서는 주로 3루수로서 기용돼 3루 수비는 타구의 반응이나 출발의 속도, 글러브 처리, 송구 모두 높은 수준에 있어 라이너성의 타구나 플라이에 강한 면모를 보여주는 등 2005년부터 4년 연속 골든 글러브상을 수상했다.

## 에피소드
- 이마에는 대한민국의 여자 가수 이정현의 노래 《와》를 좋아한다고 공공연히 밝혔고, 그 후로 팬들이 《와》를 개사하여 그의 공식 응원가로 만들었고, 현재까지도 여전히 수년 간 응원석에서 많이 불리고 있다.[2][3]
- 2004년에는 10세 연상의 여성과 결혼하면서 이듬해 2005년 10월 플레이오프 기간 중에 아들이 탄생했다.
- 2005년 시즌에는 일시적으로 수위타자 경쟁을 펼치는 등 두각을 나타냈는데 니시오카 쓰요시와 함께 ‘바비 칠드런’(ボビーチルドレン)이라고 불렸다.
- 2006년 6월 11일에 열린 요미우리 자이언츠전(지바 마린 스타디움)에서 3회초에 지바 롯데 선발 와타나베 슌스케로부터 이승엽이 오른쪽 스탠드를 향해 홈런을 때려냈지만 이마에는 1루 주자인 오제키 다쓰야가 3루 베이스를 밟지 않았다고 심판에게 항의를 했고 3루심은 오제키가 3루를 밟지 않고 홈에 들어왔다고 판단하여 이승엽이 이날 기록한 홈런은 단타로 처리되었다.

## 상세 정보

### 출신 학교
- PL 학원(가쿠엔) 고등학교

### 선수 경력
프로팀 경력
- 지바 롯데 마린스(2002년 ~ 2015년)
- 도호쿠 라쿠텐 골든이글스(2016년 ~ 2019년)

지도자 경력
- 도호쿠 라쿠텐 골든이글스 육성코치 (2020년 ~ )

국가 대표 경력
- 월드 베이스볼 클래식 일본 국가대표팀(2006년)

### 수상·타이틀 경력
- 베스트 나인: 1회(2005년)
- 골든 글러브상: 4회(2005년 ~ 2008년)
- JA 전농 Go·Go상: 1회(최다 2·3루타상: 2005년 8월)
- 일본 시리즈 MVP: 2회(2005년, 2010년)
- 프레시 올스타전 MVP(2003년)
- 지바시 시민 영예상(2006년)

### 주요 기록

#### 첫 기록
- 첫 출장: 2002년 4월 28일, 대 오사카 긴테쓰 버펄로스 5차전(오사카 돔), 9회초에 와타나베 마사토의 대타로서 출장
- 첫 타석: 상동, 9회초에 오카모토 아키라로부터 유격수 땅볼
- 첫 선발 출장: 2002년 4월 30일, 대 후쿠오카 다이에 호크스 5차전(지바 마린 스타디움), 7번·유격수로서 선발 출장
- 첫 안타·첫 타점: 2002년 9월 30일, 대 세이부 라이온스 27차전(세이부 돔), 2회초에 니시구치 후미야로부터 중전 적시타
- 첫 홈런: 2004년 8월 21일, 대 후쿠오카 다이에 호크스 24차전(지바 마린 스타디움), 2회말에 가미우치 야스시로부터 좌월 솔로 홈런
- 첫 도루: 2005년 4월 6일, 대 세이부 라이온스 3차전(인보이스 세이부 돔), 4회초에 2루 안착(투수: 시바사키 가즈히로, 포수: 노다 고스케)

#### 기록 달성 경력
- 통산 1000경기 출장: 2012년 7월 14일, 대 후쿠오카 소프트뱅크 호크스 11차전(후쿠오카 Yahoo! JAPAN 돔), 6번·3루수로서 선발 출장 ※역대 454번째
- 통산 1000안타: 2012년 8월 3일, 대 오릭스 버펄로스 12차전(홋토못토 필드 고베), 4회초에 데라하라 하야토로부터 2루 내야 안타 ※역대 270번째

#### 일본 시리즈 기록
- 첫 타석 홈런(2005년 10월 22일) ※역대 13번째
- 최다 연속 타석 안타: 8개(2005년 10월 22일 ~ 10월 23일)
- 최다 연속 타수 안타: 8개(2005년 10월 22일 ~ 10월 23일)
- 1경기 최다 안타: 4개(2005년 10월 22일, 10월 23일) ※역대 20, 22, 23번째

#### 기타
- 올스타전 출장: 1회(2006년)

### 등번호
- 25(2002년 ~ 2004년)
- 8(2005년 ~ 2019년)
- 98(2020년 ~ )

### 연도별 타격 성적
| 연 도      | 소 속      | 경 기 | 타 석 | 타 수 | 득 점 | 안 타 | 2 루 타 | 3 루 타 | 홈 런 | 루 타 | 타 점 | 도 루 | 도 루 자 | 희 생 번 | 희 생 플 | 볼 넷 | 고 4 | 사 구 | 삼 진 | 병 살 타 | 타 율 | 출 루 율 | 장 타 율 | O P S |
| ---------- | ---------- | ----- | ----- | ----- | ----- | ----- | ------- | ------- | ----- | ----- | ----- | ----- | -------- | -------- | -------- | ----- | ---- | ----- | ----- | -------- | ----- | -------- | -------- | ----- |
| 2002년     | 지바 롯데  | 15    | 25    | 25    | 0     | 5     | 3       | 0       | 0     | 8     | 2     | 0     | 0        | 0        | 0        | 0     | 0    | 0     | 7     | 1        | .200  | .200     | .320     | .520  |
| 2003년     | 지바 롯데  | 5     | 6     | 6     | 0     | 2     | 1       | 0       | 0     | 3     | 1     | 0     | 0        | 0        | 0        | 0     | 0    | 0     | 2     | 0        | .333  | .333     | .500     | .833  |
| 2004년     | 지바 롯데  | 41    | 149   | 136   | 12    | 35    | 8       | 2       | 1     | 50    | 18    | 0     | 1        | 3        | 2        | 5     | 0    | 3     | 21    | 1        | .257  | .295     | .368     | .663  |
| 2005년     | 지바 롯데  | 132   | 501   | 461   | 58    | 143   | 35      | 3       | 8     | 208   | 71    | 4     | 1        | 10       | 5        | 22    | 4    | 11    | 62    | 16       | .310  | .353     | .451     | .804  |
| 2006년     | 지바 롯데  | 126   | 489   | 457   | 49    | 122   | 25      | 2       | 9     | 178   | 47    | 3     | 2        | 11       | 3        | 17    | 0    | 1     | 74    | 9        | .267  | .293     | .389     | .682  |
| 2007년     | 지바 롯데  | 102   | 338   | 305   | 32    | 76    | 14      | 2       | 9     | 121   | 42    | 0     | 0        | 12       | 4        | 13    | 1    | 3     | 55    | 9        | .249  | .283     | .397     | .680  |
| 2008년     | 지바 롯데  | 117   | 450   | 405   | 57    | 125   | 37      | 4       | 12    | 206   | 55    | 3     | 1        | 14       | 6        | 19    | 1    | 6     | 48    | 7        | .309  | .344     | .509     | .853  |
| 2009년     | 지바 롯데  | 113   | 441   | 409   | 35    | 101   | 19      | 2       | 9     | 151   | 60    | 2     | 3        | 12       | 2        | 12    | 0    | 6     | 60    | 17       | .247  | .277     | .369     | .646  |
| 2010년     | 지바 롯데  | 140   | 596   | 531   | 74    | 176   | 37      | 1       | 10    | 245   | 77    | 8     | 3        | 30       | 5        | 22    | 0    | 8     | 66    | 10       | .331  | .364     | .461     | .825  |
| 2011년     | 지바 롯데  | 134   | 543   | 499   | 53    | 134   | 30      | 1       | 8     | 190   | 51    | 2     | 1        | 10       | 6        | 20    | 0    | 8     | 48    | 13       | .269  | .304     | .381     | .685  |
| 2012년     | 지바 롯데  | 136   | 501   | 446   | 45    | 113   | 21      | 3       | 6     | 158   | 47    | 0     | 3        | 23       | 8        | 19    | 0    | 5     | 37    | 15       | .253  | .287     | .354     | .641  |
| 2013년     | 지바 롯데  | 132   | 551   | 508   | 44    | 165   | 26      | 0       | 10    | 221   | 74    | 5     | 2        | 2        | 11       | 26    | 2    | 4     | 45    | 12       | .325  | .355     | .435     | .790  |
| 2014년     | 지바 롯데  | 120   | 478   | 445   | 48    | 120   | 23      | 3       | 10    | 179   | 54    | 1     | 1        | 4        | 1        | 23    | 2    | 5     | 43    | 13       | .270  | .312     | .402     | .714  |
| 2015년     | 지바 롯데  | 98    | 400   | 373   | 40    | 107   | 18      | 4       | 1     | 136   | 38    | 2     | 2        | 0        | 2        | 16    | 1    | 9     | 35    | 17       | .287  | .330     | .365     | .695  |
| 2016년     | 라쿠텐     | 89    | 351   | 317   | 33    | 89    | 7       | 0       | 3     | 105   | 23    | 2     | 1        | 4        | 1        | 25    | 0    | 4     | 30    | 13       | .281  | .340     | .331     | .671  |
| 2017년     | 라쿠텐     | 51    | 135   | 128   | 11    | 32    | 7       | 1       | 1     | 44    | 10    | 0     | 0        | 1        | 0        | 6     | 0    | 0     | 26    | 3        | .250  | .284     | .344     | .627  |
| 2018년     | 라쿠텐     | 127   | 465   | 421   | 44    | 116   | 17      | 2       | 10    | 167   | 49    | 0     | 3        | 0        | 4        | 32    | 5    | 7     | 76    | 19       | .276  | .334     | .397     | .731  |
| 2019년     | 라쿠텐     | 26    | 79    | 76    | 7     | 21    | 2       | 0       | 1     | 26    | 7     | 0     | 1        | 0        | 0        | 3     | 0    | 0     | 16    | 6        | .276  | .304     | .342     | .646  |
| 통산：18년 | 통산：18년 | 1704  | 6506  | 5948  | 642   | 1682  | 330     | 30      | 108   | 2396  | 726   | 32    | 25       | 136      | 60       | 280   | 14   | 80    | 751   | 180      | .283  | .321     | .403     | .723  |

- 2019년 기준, 굵은 글씨는 시즌 최고 성적.

### 연도별 수비 성적
| 연도 | 2루  | 2루  | 2루  | 2루  | 2루  | 2루    | 3루  | 3루  | 3루  | 3루  | 3루  | 3루    | 유격 | 유격 | 유격 | 유격 | 유격 | 유격   |
| 연도 | 경기 | 척살 | 보살 | 실책 | 병살 | 수비율 | 경기 | 척살 | 보살 | 실책 | 병살 | 수비율 | 경기 | 척살 | 보살 | 실책 | 병살 | 수비율 |
| ---- | ---- | ---- | ---- | ---- | ---- | ------ | ---- | ---- | ---- | ---- | ---- | ------ | ---- | ---- | ---- | ---- | ---- | ------ |
| 2002 | 2    | 0    | 0    | 0    | 0    | ----   | 9    | 5    | 9    | 1    | 0    | .933   | 4    | 1    | 3    | 1    | 0    | .800   |
| 2003 | 1    | 0    | 0    | 0    | 0    | ----   | 2    | 1    | 1    | 0    | 0    | 1.000  | -    | -    | -    | -    | -    | -      |
| 2004 | -    | -    | -    | -    | -    | -      | 41   | 32   | 55   | 3    | 4    | .967   | -    | -    | -    | -    | -    | -      |
| 2005 | 1    | 0    | 1    | 0    | 0    | 1.000  | 132  | 99   | 264  | 9    | 24   | .976   | -    | -    | -    | -    | -    | -      |
| 2006 | -    | -    | -    | -    | -    | -      | 125  | 78   | 225  | 12   | 24   | .962   | -    | -    | -    | -    | -    | -      |
| 2007 | -    | -    | -    | -    | -    | -      | 99   | 64   | 183  | 5    | 6    | .980   | -    | -    | -    | -    | -    | -      |
| 2008 | -    | -    | -    | -    | -    | -      | 117  | 98   | 174  | 6    | 4    | .978   | -    | -    | -    | -    | -    | -      |
| 2009 | -    | -    | -    | -    | -    | -      | 111  | 86   | 185  | 9    | 13   | .968   | -    | -    | -    | -    | -    | -      |
| 2010 | -    | -    | -    | -    | -    | -      | 137  | 125  | 257  | 17   | 28   | .957   | -    | -    | -    | -    | -    | -      |
| 2011 | -    | -    | -    | -    | -    | -      | 127  | 91   | 200  | 6    | 9    | .980   | -    | -    | -    | -    | -    | -      |
| 2012 | -    | -    | -    | -    | -    | -      | 134  | 106  | 209  | 11   | 10   | .966   | -    | -    | -    | -    | -    | -      |
| 통산 | 4    | 0    | 1    | 0    | 0    | 1.000  | 915  | 687  | 1588 | 73   | 118  | .969   | 4    | 1    | 3    | 1    | 0    | .800   |

- 2012년 기준, 굵은 글씨는 시즌 최고 성적.